# Pauline Parmentier
Pauline Parmentier es una extenista profesional nacida el 31 de enero de 1986 en Cucq (Francia).
La joven tenista francesa ha ganado varios títulos del circuito Challenger en individuales y dobles, y en el circuito profesional de la WTA también 2 individuales.

## Títulos WTA (4; 4+0)

### Individual (4)
| Leyenda: Antes de 2009     | Leyenda: A partir de 2009 |
| -------------------------- | ------------------------- |
| Grand Slam (0)             |                           |
| WTA Tour Championships (0) |                           |
| Tier I (0)                 | Premier Mandatory (0)     |
| Tier II (0)                | Premier 5 (0)             |
| Tier III (1)               | Premier (0)               |
| Tier IV & V (1)            | International (2)         |

| N.º | Fecha                    | Torneo      | Superficie    | Oponente en la final | Resultado     |
| --- | ------------------------ | ----------- | ------------- | -------------------- | ------------- |
| 1.  | 14 de octubre de 2007    | Tashkent    | Dura          | Victoria Azarenka    | 7-5, 6-2      |
| 2.  | 26 de julio de 2008      | Bad Gastein | Tierra batida | Lucie Hradecká       | 6-4, 6-4      |
| 3.  | 29 de abril de 2018      | Estambul    | Tierra batida | Polona Hercog        | 6-4, 3-6, 6-3 |
| 4.  | 16 de septiembre de 2018 | Quebec      | Dura (i)      | Jessica Pegula       | 7-5, 6-2      |

### Dobles (0)
| Leyenda: Antes de 2009     | Leyenda: A partir de 2009 |
| -------------------------- | ------------------------- |
| Grand Slam (0)             |                           |
| WTA Tour Championships (0) |                           |
| Tier I (0)                 | Premier Mandatory (0)     |
| Tier II (0)                | Premier 5 (0)             |
| Tier III (0)               | Premier (0)               |
| Tier IV & V (0)            | International (0)         |

#### Finalista (1)
| N.º | Fecha                | Torneos | Superficie | Pareja       | Oponentes en la final          | Resultado |
| --- | -------------------- | ------- | ---------- | ------------ | ------------------------------ | --------- |
| 1.  | 27 de agosto de 2011 | Dallas  | Dura       | Alizé Cornet | Alberta Brianti Sorana Cîrstea | 5-7, 3-6  |

### Clasificación en torneos del Grand Slam
| Torneo                 | 2005 | 2006 | 2007 | 2008 | 2009 | 2010 | 2011 | 2012 | 2013 | 2014 | 2015 | 2016 | 2017 | G-P  |
| ---------------------- | ---- | ---- | ---- | ---- | ---- | ---- | ---- | ---- | ---- | ---- | ---- | ---- | ---- | ---- |
| Australian Open        | -    | -    | -    | 2R   | -    | 1R   | 1R   | 2R   | 1R   | 1R   | 1R   | -    | 2R   | 3-8  |
| Roland Garros          | 1R   | 1R   | 2R   | 1R   | 1R   | 2R   | 1R   | 1R   | 1R   | 4R   | 1R   | 3R   | 2R   | 8-13 |
| Wimbledon              | -    | -    | -    | 2R   | 2R   | 1R   | 2R   | 1R   | 1R   | -    | 1R   | 1R   | 1R   | 3-9  |
| US Open                | 2R   | -    | 2R   | 2R   | -    | 2R   | 2R   | 3R   | -    | 1R   | -    | 1R   | 1R   | 7-9  |
| WTA Tour Championships | -    | -    | -    | -    | -    | -    | -    | -    | -    | -    | -    | -    | -    | 0-0  |

## Títulos WTA 125s
| Leyenda  | Individuales | Dobles |
| -------- | ------------ | ------ |
| WTA 125s | 0            | 0      |

### Dobles (0)

#### Finalista (1)
| N.º | Fecha                   | Torneos | Superficie | Pareja       | Oponentes                        | Resultado |
| --- | ----------------------- | ------- | ---------- | ------------ | -------------------------------- | --------- |
| 1.  | 12 de noviembre de 2017 | Limoges | Dura       | Chloé Paquet | Valeria Savinykh Maryna Zanevska | 0–6, 2–6  |